# بیماری عفونی
بیماری عفونی (به انگلیسی: Infectious diseases یا transmissible diseases یا communicable diseases) به بیماری گویند که توسط عفونت منتقل و علائم و نشانه‌های بیماری ظاهر شود. این عفونت می‌تواند توسط ویروس، باکتری، قارچ، تک‌یاختگان یا انگل ایجاد شود.

## شیوع

میزان شیوع بیماری‌های واگیردار در هر ۱۰۰هزار نفر در سال ۲۰۰۴.

سازمان بهداشت جهانی طبق طبقه‌بندی بین‌المللی آماری بیماری‌ها میزان مرگ و میر را در سراسر دنیا جمع‌آوری کرده است. در جدول زیر عفونت‌هایی که عامل بیشترین میزان مرگ و میر (بالای ۱۰۰ هزار نفر) بوده‌اند آمده است. در جدول آمار تخمینی سال ۲۰۰۲ و برای مقایسه با آن سال ۱۹۹۳ نیز ذکر شده است.
| رتبه  | عامل مرگ                  | میزان مرگ در سال ۲۰۰۲ (میلیون نفر) | درصد همه مرگ‌ها | میزان مرگ در سال ۲۰۰۳ (میلیون نفر) | رتبه در سال ۱۹۹۳ |
| ----- | ------------------------- | ---------------------------------- | -------------- | ---------------------------------- | ---------------- |
| N/A   | همه بیماری‌های عفونی       | ۱۴٫۷                               | ۲۵٫۹٪          | ۱۶٫۴                               | ۳۲٫۲٪            |
| ۱     | عفونت دستگاه تنفسی تحتانی | ۳٫۹                                | ۶٫۹٪           | ۴٫۱                                | ۱                |
| ۲     | اچ‌آی‌وی/ایدز               | ۲٫۸                                | ۴٫۹٪           | ۰٫۷                                | ۷                |
| ۳     | گاستروآنتریت              | ۱٫۸                                | ۳٫۲٪           | ۳٫۰                                | ۲                |
| ۴     | سل                        | ۱٫۶                                | ۲٫۷٪           | ۲٫۷                                | ۳                |
| ۵     | مالاریا                   | ۱٫۳                                | ۲٫۲٪           | ۲٫۰                                | ۴                |
| ۶     | سرخک                      | ۰٫۶                                | ۱٫۱٪           | ۱٫۱                                | ۵                |
| ۷     | سیاه‌سرفه                  | ۰٫۲۹                               | ۰٫۵٪           | ۰٫۳۶                               | ۷                |
| ۸     | کزاز                      | ۰٫۲۱                               | ۰٫۴٪           | ۰٫۱۵                               | ۱۲               |
| ۹     | مننژیت                    | ۰٫۱۷                               | ۰٫۳٪           | ۰٫۲۵                               | ۸                |
| ۱۰    | سیفیلیس                   | ۰٫۱۶                               | ۰٫۳٪           | ۰٫۱۹                               | ۱۱               |
| ۱۱    | هپاتیت ب                  | ۰٫۱۰                               | ۰٫۲٪           | ۰٫۹۳                               | ۶                |
| ۱۲–۱۷ | بیماری‌های استوایی (۶)     | ۰٫۱۳                               | ۰٫۲٪           | ۰٫۵۳                               | ۹, ۱۰, ۱۶–۱۸     |